# Forges-la-Forêt
Forges-la-Forêt è un comune francese di 288 abitanti situato nel dipartimento dell'Ille-et-Vilaine nella regione della Bretagna.

## Società

### Evoluzione demografica
Abitanti censiti